# Мята японская
Мята японская (лат. Méntha japonica) — многолетнее травянистое растение, вид рода Мята (Mentha) семейства Яснотковые (Lamiaceae), эндемик Японских островов.
Японское общеупотребительное название растения  (яп. 姫薄荷 hime-hakka)
Произрастает на островах Хоккайдо и Хонсю, встречается на болотах, считается редким видом.
Растения высотой 20—40 см. Листья длиной 1—2 см, 3—8мм в ширину. Цветки белого или бледно-фиолетового цвета снабжены 4 тычинками. Цветение длится с августа по октябрь. Плоды около 0,8 мм в длину.
Растение используется в косметике и может добавляться к пищевым продуктам.